# Janne Ylijärvi
Janne Ylijärvi (* 14. März 1979) ist ein ehemaliger finnischer Skispringer.

## Werdegang
Sein erstes Weltcup-Springen absolvierte Ylijärvi, der für Lahden Hiihtoseura startete, am 6. März 1999 auf seiner Heimatschanze in Lahti. Er erreichte den 37. Platz und blieb so ohne Weltcup-Punkte. Die beiden folgenden Weltcups in Kuopio beendete er auf den Plätzen 42 und 43 und wurde daraufhin ins Continental-Cup-Team aufgenommen. Seine ersten vier Springen im Continental Cup, zwei in Lahti und zwei in Kuusamo, konnte er alle gewinnen.
Daraufhin wurde er wieder in den A-Nationalkader berufen und sprang am 21. Dezember 2001 in Predazzo überraschend auf den 14. Platz auf der Großschanze. Im zweiten Springen wurde er nur 33. und blieb so nur knapp hinter den Punkterängen. Am 24. Januar 2002 erreichte er auf der Großschanze im japanischen Hakuba den 12. Platz und damit auch die höchste Einzelplatzierung im Skisprung-Weltcup seiner Karriere. Am 27. Januar wurde er mit dem Team in Sapporo Dritter. Er sprang anschließend nur noch im Continental-Cup und wurde nur zu Springen in seiner Heimat Finnland in die Nationale Gruppe berufen. Am 14. März 2003 in Lahti gewann er Weltcup-Punkte.
Am 8. Dezember 2004 nahm er an seinem letzten Wettkampf teil und beendete seine aktive Skispringerkarriere.

## Erfolge

### Weltcup-Platzierungen
| Saison  | Platz | Punkte |
| ------- | ----- | ------ |
| 2001/02 | 45.   | 057    |
| 2002/03 | 73.   | 006    |

### Continental-Cup-Siege im Einzel
| Nr. | Datum             | Ort     | Typ         |
| --- | ----------------- | ------- | ----------- |
| 1.  | 17. November 2001 | Kuusamo | Großschanze |
| 2.  | 18. November 2001 | Kuusamo | Großschanze |
| 3.  | 15. Dezember 2001 | Lahti   | Großschanze |
| 4.  | 16. Dezember 2001 | Lahti   | Großschanze |